# 落雀
落雀（ラクジャン）は、麻雀をモチーフとした落ち物パズルゲーム。

## 概要
個人制作でオリジナルに当たる落雀と、アスキーが制作しデジキューブが販売した商業版の落雀（同名）、その続編である極落雀の3つがある。個人制作のものは第3回アスキーエンタテインメントソフトウェアコンテストでパーソナルコンピューター作品賞を受賞し、それを受けて商業化作品が制作された。

### 共通ルール
2枚1組で落下してくる麻雀牌を積み上げ、消していく落ち物パズル。同色の牌を3枚以上縦か横(Aコン版では横のみ)に並べると消すことが出来る。物語、対戦、勝抜のモードには"フリテンタイマー"があり、時間をかけすぎるとゲームオーバーとなる。
同色の連番の牌を順序よく並べると順子、同種の牌を3枚並べると刻子、4枚並べると槓子を作ることが出来、落下フィールドとは別の場所にストックされる。面子を4つ作ると雀頭を決めるリーチイベントが発生し、そこで当選するとストックした面子と合わせて麻雀の手として得点計算され、その点数を取得できる。リーチイベントは種類が豊富。連鎖の数が多いほど、牌が揃う確率が高くなる。

## 落雀（Aコン版）
横に並べることでしか牌を消せないのが、以後の版と大きく違う所である。面子も横に並べることでしか作れない。

### 採用役
標準的な麻雀の役に加え、いくつかのローカル役が採用されている。
立直・門前清自摸和・翻牌・ドラ・平和・三暗刻・対々和・四暗刻・三槓子・四槓子・断么九・混全帯么九・純全帯么九・混老頭・清老頭・一盃口・二盃口・三連刻・三色同順・三色同刻・一気通貫・小三元・大三元・混一色・清一色・字一色・緑一色・四喜和・九連宝燈・大車輪
- 四暗刻・九連宝燈・大車輪はダブル役満。
- 大車輪は萬子・索子でも認められる。

## 落雀（商業版）
牌を縦に並べて消すことが出来るようになった。

### 採用役
Aコン版と比較して以下の変更点がある。
- 河底撈魚・海底撈月・天和・地和を追加。
- 翻牌が「役牌」に名称変更された。
- 役満は全てシングル役満となった（複合は可）。
- 大車輪が筒子限定役となった。

## 極落雀
大きな変更点として、雀頭を作れるニコニコタワーの導入がある。あらかじめフィールドの右側（2Pから見ると左側）に縦一列の牌「ニコニコタワー」があり、牌を4つ以上同時に消すと増加する「ニコニコゲージ」が一定値に達すると、ニコニコタワーをフィールドと合体できる。このときは特別に同種の牌2個で消え、また同種の牌2枚が並ぶと雀頭がストックされる。雀頭をストックした場合は、リーチイベントでは順子または刻子が作られる。

### 採用役
商業版「落雀」と比較して以下の変更点がある。多数のローカル役が追加された。
- 以下の役が追加された。
  - 一発・国士無双（#麻雀との違いを参照）
  - 三色通貫・三色連刻・頂三刻・五門斉・清盃口・四連刻・人和・大車輪・大竹林・一色四順・百万石・紅孔雀・金門橋・東北新幹線・紅一点・黒一色・花鳥風月・風花雪月
    - 以上については麻雀のローカル役を参照。

  - 赤ドラ三色：を含む手。1飜。
  - 紅白饅頭：を含む萬子の混一色。1飜。
  - 七五三：数牌の7・5・3のみで構成された手。4飜。
  - オールワン：全面子・雀頭にを含む手。6飜。
  - オールナイン：全面子・雀頭にを含む手。6飜。
  - 宝紅開花：の刻子との2刻子1雀頭。役満。
  - 超三元：を全て槓子にする。ダブル役満。
  - 超四喜：を全て槓子にする。ダブル役満。
  - 加賀百万石：合計が100ぴったりの百万石。ダブル役満。
- 天和・地和を廃止。
- 平和の条件に、リーチで順子を作ることが追加された。
- 四暗刻の条件に、リーチで雀頭を作ることが追加された。
- 九連宝燈の条件に、1・9が刻子であることが追加された。

## 麻雀との違い
- 副露はない。
- 嶺上開花・槍槓・七対子はない。
- ゲームルールに合わせるため、いくつかの役は定義が変更されている。
  - 立直：リーチイベントで付く。すなわちどんな手でも必ず付く。
  - 一発：最初のリーチイベントで当選すると付く。
  - 海底撈月・河底撈魚：牌がフィールドの上端まで積み上がった状態になると付く。ツモかロンかで役が変わる。
  - 対々和・四暗刻：刻子4つを作り、ロンの場合は対々和、ツモの場合は四暗刻となる。極落雀ではリーチで雀頭を作り、かつツモの場合のみが四暗刻となり、そのほかの場合は対々和となる。元の定義通りだと、刻子が必ず暗刻となる関係で四暗刻が非常に簡単になってしまうため。
  - 国士無双：国士無双リーチに当選した場合にのみ付く特殊な役。作成した面子とは無関係。